# Alvesta
Alvesta este un oraș în Suedia.

## Demografie
| \| Evoluția demografică a zonei urbane Alvesta, 1970–2015 \| Evoluția demografică a zonei urbane Alvesta, 1970–2015 \| Evoluția demografică a zonei urbane Alvesta, 1970–2015 \| Evoluția demografică a zonei urbane Alvesta, 1970–2015 \| Evoluția demografică a zonei urbane Alvesta, 1970–2015 \| \| --------------------------------------------------------------------------------------- \| ------------------------------------------------------ \| ------------------------------------------------------ \| ------------------------------------------------------ \| ------------------------------------------------------ \| \| An \| \| \| Locuitori \| \| \| 1970 \| 1970 \| \| 7.544 \| 7.544 \| \| 1975 \| 1975 \| \| 7.261 \| 7.261 \| \| 1980 \| 1980 \| \| 7.361 \| 7.361 \| \| 1990 \| 1990 \| \| 7.870 \| 7.870 \| \| 1995 \| 1995 \| \| 8.029 \| 8.029 \| \| 2000 \| 2000 \| \| 7.743 \| 7.743 \| \| 2005 \| 2005 \| \| 7.647 \| 7.647 \| \| 2010 \| 2010 \| \| 8.017 \| 8.017 \| \| 2015 \| 2015 \| \| 8.627 \| 8.627 \| \| Sursa: SCB - Statistika Centralbyrån, Folkmängden per tätort. Vart femte år 1960 - 2016 \| \| \| \| \| |      |  |           |       |
| Evoluția demografică a zonei urbane Alvesta, 1970–2015 |      |  |           |       |
| An |      |  | Locuitori |       |
| 1970 | 1970 |  | 7.544     | 7.544 |
| 1975 | 1975 |  | 7.261     | 7.261 |
| 1980 | 1980 |  | 7.361     | 7.361 |
| 1990 | 1990 |  | 7.870     | 7.870 |
| 1995 | 1995 |  | 8.029     | 8.029 |
| 2000 | 2000 |  | 7.743     | 7.743 |
| 2005 | 2005 |  | 7.647     | 7.647 |
| 2010 | 2010 |  | 8.017     | 8.017 |
| 2015 | 2015 |  | 8.627     | 8.627 |
| Sursa: SCB - Statistika Centralbyrån, Folkmängden per tätort. Vart femte år 1960 - 2016 |      |  |           |       |